# Taylorsville (Ohio)
Taylorsville è una comunità non incorporata degli Stati Uniti d'America della contea di Highland nello Stato dell'Ohio.

## Storia
Taylorsville fu progettata nel 1846 e prende il nome dalla famiglia locale Taylor. Un ufficio postale chiamato New Corwin fu fondato nel 1849, il nome fu cambiato in Taylorsville nel 1897 e l'ufficio postale fu chiuso nel 1935.